# Gerda van Gijzel
Gerda van Gijzel (Amsterdam, 6 april 1939) is een Nederlands illustrator en portrettist, tot aan de jaren 1980 bekend onder de naam Gerda van Tol. In 2004 werd zij benoemd tot Ridder in de Orde van Oranje-Nassau .

## Loopbaan
Van Gijzel volgde een opleiding kostuumtekenen aan de Industrieschool voor Vrouwelijke Jeugd (1954-1958) en kwam korte tijd in dienst op de reclameafdeling van C&A, zij besloot echter al gauw freelance te gaan werken. Onder de naam Gerda van Tol maakte zij veel mode- en kinderboekillustraties. In 1984 sloot zij haar 25-jarig tijdperk van mode-illustraties af met een overzichtstentoonstelling in het Confectiecentrum in Amsterdam.
Van Gijzel kreeg verdere bekendheid na de overzichtstentoonstelling 75 years of Morgan and Fashion die werd gehouden in de autofabriek te Malvern in Engeland.
In 1988 kwam Van Gijzel in contact met prins Bernhard, waaruit de opdracht ontstond tot een serie van portretten van de prins.